# Paul Is Dead (Scooter)
Paul Is Dead è un singolo del gruppo musicale tedesco Scooter in collaborazione con il produttore australiano Timmy Trumpet, pubblicato il 27 novembre 2020. Il brano è apparso per la prima volta nell'album del 2020 di Timmy Trumpet Mad World e successivamente nell'album del 2021 degli Scooter God Save the Rave. Non è stato pubblicato in formato fisico, mentre la versione estesa e quella strumentale sono state inizialmente distribuite solo in alcuni mercati. La canzone, con il suo ritmo di 170 BPM, è significativamente più veloce rispetto ai precedenti singoli degli Scooter. 

## Storia
Durante il 2020 è stato più volte annunciato che gli Scooter avrebbero collaborato con noti produttori. Questo non è stato sorprendente, poiché durante il Chapter Six hanno spesso collaborato con altri artisti (Harris & Ford, Dimitri Vegas & Like Mike, Finch Asozial). Il 16 novembre è stata pubblicata online la tracklist del nuovo album di Timmy Trumpet, che includeva Paul Is Dead. Un breve estratto della canzone, di circa un minuto, è stato suonato dagli Scooter durante il loro DJ set di Halloween. Il 19 novembre è stato annunciato che Paul is Dead sarebbe stato il nuovo singolo degli Scooter. Il videoclip è stato pubblicato a mezzanotte del 27 novembre, con l'annuncio che il brano sarebbe stato incluso anche nell'album God Save The Rave del 2021.

## Tracce
1. Paul Is Dead – 2:55
2. Paul Is Dead (Extended) – 4:14
3. Paul Is Dead (Instrumental) – 3:08

## Videoclip
Il videoclip, come i precedenti, è stato realizzato dalla Zyrkus Video Productions. Appaiono i tre membri degli Scooter, a volte chiusi in cubi di vetro, altre volte usando e telefonando con una vecchia radio militare, e ballerine chiuse in simili cubi con maschere sul viso. Timmy Trumpet appare solo in clip inserite nel video.